# Apache-Revolver
Der sogenannte Apache-Revolver ist eine zu den Kombinationswaffen zählende Faustfeuerwaffe. Der Name geht auf die „Les Apaches“ zurück, einer der französischen Unterweltgruppe des frühen 20. Jahrhunderts, die hauptsächlich in Paris vertreten war.

## Geschichte
Das Design entstand in den 1860er-Jahren und wird dem belgischen Büchsenmacher Louis Dolne zugeschrieben. Diese Waffen wurden bis zum Ende des 19. Jahrhunderts in Dolnes Fabrik in Lüttich hergestellt. Seriennummern vom unteren dreistelligen bis zum mittleren vierstelligen Bereich sind nachweisbar, somit dürften von allen Versionen mehrere Tausend Stück hergestellt worden sein.

## Beschreibung

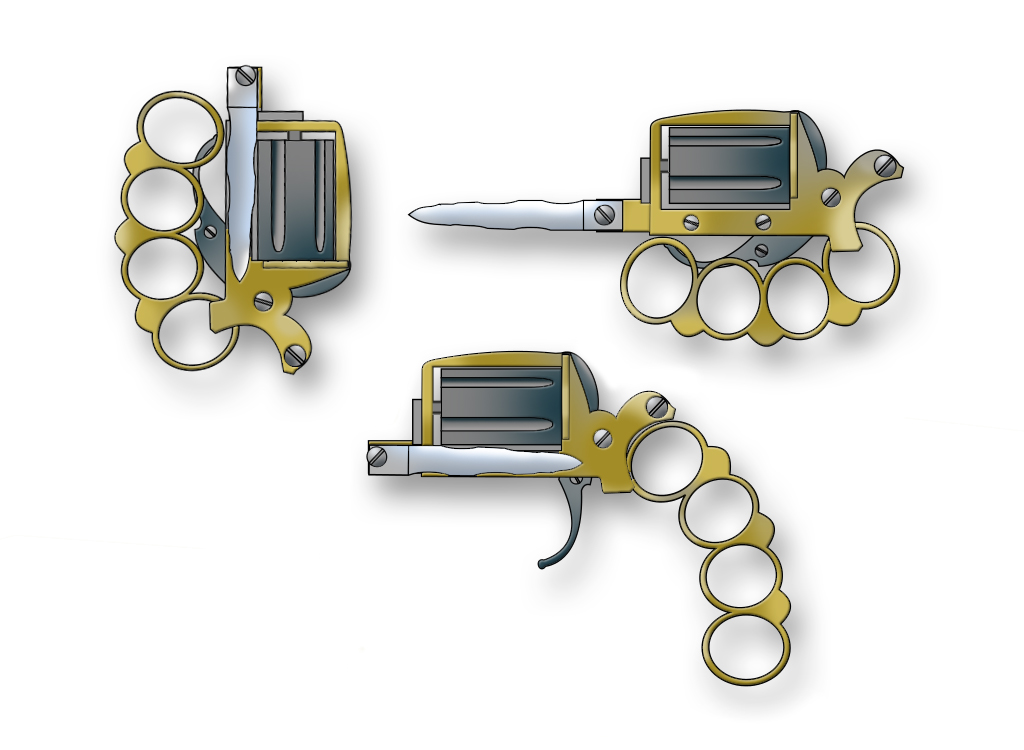
Zeichnung der verschiedenen Einsatzmöglichkeiten
eines Apache-Revolvers

Der Apacherevolver funktioniert nach dem Prinzip des so genannten Pepperbox- oder Bündelrevolvers. Er verwendet Lefaucheuxpatronen im Kaliber 7 mm und besitzt einen klappbaren Schlagring, der ausgeklappt den Revolvergriff bildet, sowie eine kleine, ebenfalls klappbare zweischneidige Klinge als Stichwaffe.
Die Waffe hat im zusammengeklappten Zustand eine Länge von 105 Millimetern, geöffnet misst sie 200 mm. Das Gewicht beträgt 385 Gramm. Die Trommel fasst 6 Patronen. Neben der 7-mm-Variante sind auch Versionen im Kaliber 5 mm bekannt. Die meisten heute noch erhaltenen Waffen verfügen über einen Messingrahmen, Ausführungen in Stahlguss sind selten.
Aufgrund des fehlenden Laufs ist die Reichweite des Revolvers sehr begrenzt. Da die wesentlichen Bestandteile zur Patronentrommel nach innen geklappt werden können, lässt sich der Apacherevolver leicht in Jacken- oder Hosentaschen verbergen. Um dieses versteckte Tragen nochmals zu erleichtern, wies der Hahn keinen Sporn auf. Es war üblich, die Kammer vor dem Hammer leer zu lassen, da die Waffe keinen Ring um den Abzugsbügel oder Sicherungshebel besitzt. Eine gewisse Sicherung war dadurch gegeben, dass sich die Waffe bei angeklapptem Schlagring/Griffstück nicht abfeuern ließ. Ein genaues Zielen war wegen des Fehlens von Kimme und Korn nicht möglich. Trotz seines begrenzten Potenzials war der Revolver als Nahkampfwaffe durchaus wirksam. Zum Nachladen muss die Patronentrommel entfernt, nachgefüllt und wieder eingesetzt werden.

## Trivia

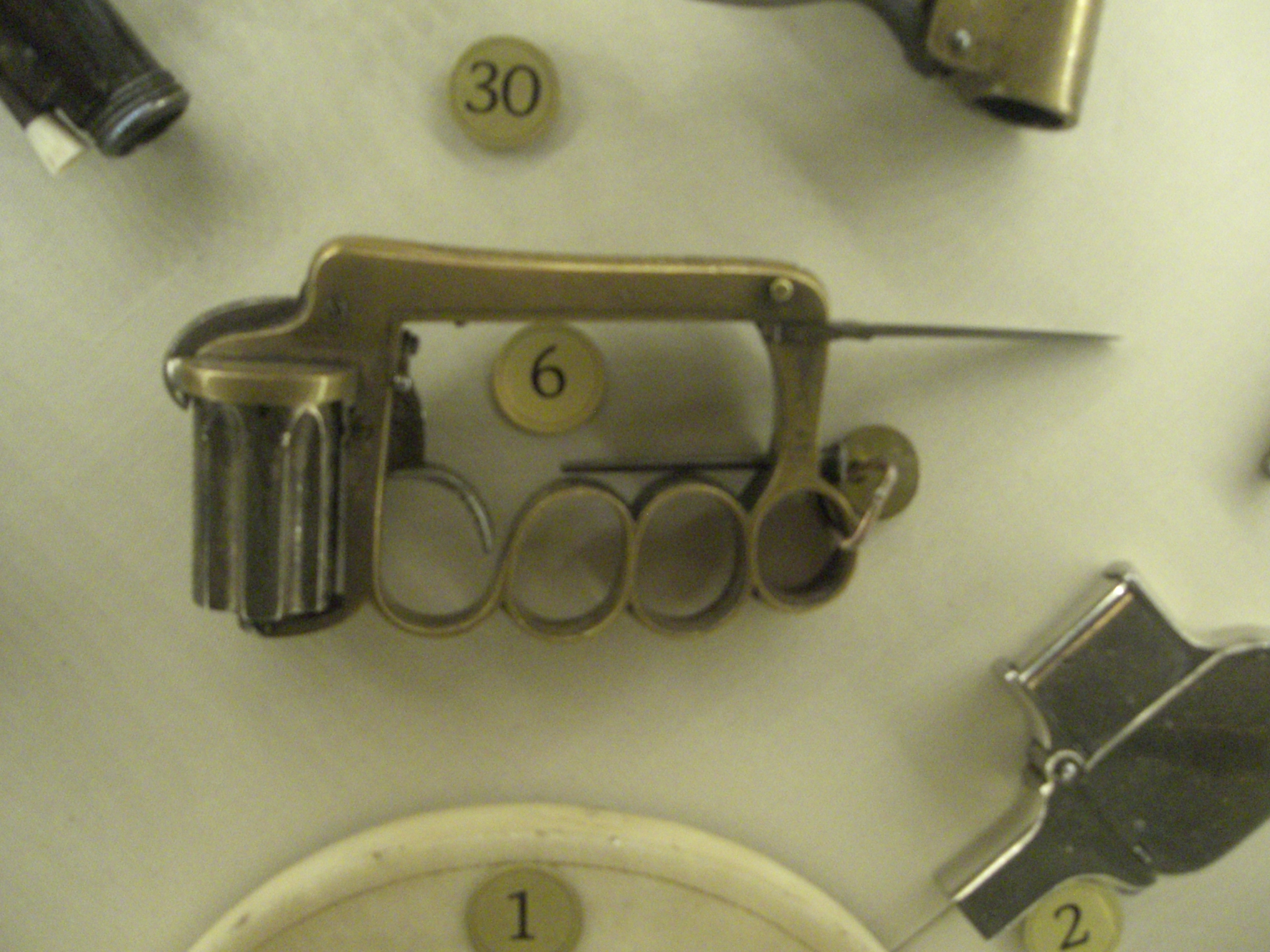
Apache-Revolver 7mm von Joseph Delhaxhe

Eine Version der Waffe im Kaliber 9 × 19 mm (jedoch ohne offizielle Bezeichnung) wurde angeblich von britischen Spezialeinheiten während des Zweiten Weltkriegs verwendet. Genaue Informationen über Produktionszahlen und technische Details wurden bislang nicht veröffentlicht.
Louis Dolnes Konstruktion war mit Sicherheit ein gewisser wirtschaftlicher Erfolg, dafür spricht auf jeden Fall die Länge der Produktionszeit von rund 40 Jahren und die, durch die Seriennummern belegten, Stückzahlen. Eine sehr ähnlich konzipierte Waffe des französischen Herstellers Joseph Delhaxhe war mit hoher Wahrscheinlichkeit von Dolnes Modell inspiriert.
Die Bezeichnung „Apache-Revolver“ wird durchaus kontrovers gesehen. Der Autor des Buches Pistolenmesser / mit Pistolen kombinierte Blankwaffen hält die Behauptung, dass die Waffe hauptsächlich von organisierten Pariser Unterweltbanden des 19. Jahrhunderts, den „Les Apaches“, benutzt wurden, für ein Gerücht: Die Apachen waren Kleinkriminelle, aus dem Umfeld des neu entstandenen Industrieproletariats der Großstädte, die sich mit Drogenhandel und kleinen Einbrüchen über Wasser hielten. Deren Einkünfte reichten in den meisten Fällen sicher nicht, sich eine solche Pistole leisten zu können, die immerhin ein hochwertiges Importprodukt war, und sicher nicht zu den Billigwaffen zählte.